# Чемпионат Казахстана по фигурному катанию
Чемпионат Казахстана по фигурному катанию — ежегодное соревнование среди казахстанских фигуристов организуемое национальной федерацией конькобежного спорта. Спортсмены соревнуются в мужском и женском одиночном катании, в парном катании и в спортивных танцах на льду. В связи с небольшим количеством спортсменов в стране и тем, что тренируются они зачастую в других странах (в России и США), чемпионат проводится не каждый год.

## Призёры чемпионата

### Мужчины
| Медалисты в мужском одиночном катании | Медалисты в мужском одиночном катании | Медалисты в мужском одиночном катании | Медалисты в мужском одиночном катании | Медалисты в мужском одиночном катании |
| ------------------------------------- | ------------------------------------- | ------------------------------------- | ------------------------------------- | ------------------------------------- |
| Год                                   | Место проведения                      | Золото                                | Серебро                               | Бронза                                |
| 1993                                  |                                       |                                       |                                       |                                       |
| 2001                                  |                                       | Юрий Литвинов                         | Станислав Шайдоров                    | Сергей Морозов                        |
| 2002                                  |                                       | Юрий Литвинов                         |                                       |                                       |
| 2003                                  |                                       | Юрий Литвинов                         | Ильяс Галимжанов                      | Станислав Гусев                       |
| 2004                                  |                                       | Ильяс Галимжанов                      | Артём Храмов                          | Станислав Гусев                       |
| 2005                                  |                                       | Станислав Гусев                       | Артём Храмов                          | Павел Мартынов                        |
| 2006                                  |                                       | Денис Тен                             | Абзал Ракимгалиев                     | Артём Храмов                          |
| 2007                                  |                                       | Абзал Ракимгалиев                     | Денис Тен                             | Артём Храмов                          |
| 2008 — 2009                           | Турнир не проводился                  | Турнир не проводился                  | Турнир не проводился                  | Турнир не проводился                  |
| 2010                                  | Астана                                | Денис Тен                             | Абзал Ракимгалиев                     | Артём Храмов                          |
| 2011                                  | Шымкент                               | Денис Тен                             | Абзал Ракимгалиев                     | Артём Храмов                          |
| 2012                                  | Астана                                | Абзал Ракимгалиев                     | Артём Храмов                          |                                       |
| 2013                                  | Астана                                | Данияр Адылов                         | Абиш Байтканов                        | Александр Лян                         |
| 2014                                  | Кызылорда                             | Абзал Ракимгалиев                     | Данияр Адылов                         | Артур Панихин                         |
| 2015                                  | Кызылорда                             | Данияр Адылов                         | Артур Панихин                         | Никита Манько                         |
| 2016                                  | Алма-Ата                              | Артур Панихин                         | Мелис Хакимов                         | Богдан Жарков                         |
| 2017                                  | Астана                                | Денис Тен                             | Абзал Ракимгалиев                     | Артур Панихин                         |
| 2018                                  | Актобе                                | Никита Манько                         | Рахат Бралин                          | Всеволод Филь                         |
| 2019                                  | Алма-Ата                              | Михаил Шайдоров                       | Рахат Бралин                          | Диас Жиренбаев                        |
| 2020                                  | Алма-Ата                              | Михаил Шайдоров                       | Диас Жиренбаев                        | Дмитрий Карпухин                      |
| 2021                                  | Алма-Ата                              | Михаил Шайдоров                       | Диас Жиренбаев                        | Рахат Бралин                          |
| 2022                                  | Астана                                | Михаил Шайдоров                       | Диас Жиренбаев                        | Рахат Бралин                          |

### Женщины
| Медалисты в женском одиночном катании | Медалисты в женском одиночном катании | Медалисты в женском одиночном катании | Медалисты в женском одиночном катании | Медалисты в женском одиночном катании |
| ------------------------------------- | ------------------------------------- | ------------------------------------- | ------------------------------------- | ------------------------------------- |
| Год                                   | Место проведения                      | Золото                                | Серебро                               | Бронза                                |
| 1993                                  |                                       |                                       |                                       |                                       |
| 2001                                  |                                       | Марина Халтурина                      | Александра Белоусова                  | Ксения Долгополова                    |
| 2002                                  |                                       |                                       |                                       |                                       |
| 2003                                  |                                       | Светлана Бокачева                     | Александра Белоусова                  | Наталья Князева                       |
| 2004                                  |                                       | Наталья Князева                       | Елена Ковалова                        | Ольга Задворнова                      |
| 2005                                  |                                       | Надежда Парецкая                      | Антонина Выползова                    | Екатерина Мотырева                    |
| 2006                                  |                                       | Надежда Парецкая                      | Александра Белоусова                  | Екатерина Мотырева                    |
| 2007                                  |                                       | Марина Шишкина                        | Надежда Парецкая                      | Антонина Выползова                    |
| 2008- 2009                            | Турнир не проводился                  | Турнир не проводился                  | Турнир не проводился                  | Турнир не проводился                  |
| 2010                                  | Астана                                | Кристина Прилепко                     | Марина Шишкина                        | Надежда Парецкая                      |
| 2011                                  | Шымкент                               | Регина Глазман                        | Айгуль Кожамкулова                    | Кристина Прилепко                     |
| 2012                                  | Астана                                | Айгуль Кожамкулова                    | Регина Глазман                        | Кристина Прилепко                     |
| 2013                                  | Астана                                | Айза Мамбекова                        | Регина Глазман                        | Ирина Воржева                         |
| 2014                                  | Кызылорда                             | Элизабет Турсынбаева                  | Айза Мамбекова                        | Регина Глазман                        |
| 2015                                  | Кызылорда                             | Элизабет Турсынбаева                  | Айза Мамбекова                        | Алина Сыдыкова                        |
| 2016                                  | Алма-Ата                              | Элизабет Турсынбаева                  | Айза Мамбекова                        | Александра Саютина                    |
| 2017                                  | Астана                                | Алана Токтарова                       | Айза Мамбекова                        | Жансая Адыханова                      |
| 2018                                  | Актобе                                | Алана Токтарова                       | Айза Мамбекова                        | Вероника Шевелева                     |
| 2019                                  | Алма-Ата                              | Айза Мамбекова                        | Ажар Жумаханова                       | Ясмин Текик                           |
| 2020                                  | Алма-Ата                              | Мария Гречаная                        | Ажар Жумаханова                       | Анастасия Лобанова                    |
| 2021                                  | Алма-Ата                              | Анна Левковец                         | Багдана Рахишова                      | Ева Набоженко                         |
| 2022                                  | Астана                                | Анна Левковец                         | Нурия Сулеймен                        | София Фарафонова                      |

### Пары
| Медалисты в парном катании | Медалисты в парном катании | Медалисты в парном катании          | Медалисты в парном катании       | Медалисты в парном катании           |
| -------------------------- | -------------------------- | ----------------------------------- | -------------------------------- | ------------------------------------ |
| Год                        | Место проведения           | Золото                              | Серебро                          | Бронза                               |
| 1993                       |                            | /                                   | /                                | /                                    |
| 2000                       |                            | Марина Халтурина / Валерий Артюхов  | /                                | /                                    |
| 2001                       |                            | Ирина Потанина / Константин Емшанов | Ирина Чебанова / Алмаз Даутбеков | Екатерина Романова / Евгений Беленко |
| 2002                       |                            |                                     |                                  |                                      |
| 2003— 2006                 |                            | Не было участников                  | Не было участников               | Не было участников                   |
| 2007                       |                            | Наталья Кязева / Алишер Абдиев      | Не было других участников        | Не было других участников            |
| 2008- 2009                 | Турнир не проводился       | Турнир не проводился                | Турнир не проводился             | Турнир не проводился                 |
| 2010-2014                  |                            | Не было участников                  | Не было участников               | Не было участников                   |
| 2015                       | Турнир не проводился       | Турнир не проводился                | Турнир не проводился             | Турнир не проводился                 |
| 2016                       | Алма-Ата                   | Екатерина Хохлова / Абиш Байтканов  | Не было других участников        | Не было других участников            |
| 2017                       | Астана                     | Не было участников                  | Не было участников               | Не было участников                   |
| 2018                       | Актобе                     | Не было участников                  | Не было участников               | Не было участников                   |

### Танцы
| Медалисты в танцах на льду | Медалисты в танцах на льду | Медалисты в танцах на льду              | Медалисты в танцах на льду         | Медалисты в танцах на льду          |
| -------------------------- | -------------------------- | --------------------------------------- | ---------------------------------- | ----------------------------------- |
| Год                        | Место проведения           | Золото                                  | Серебро                            | Бронза                              |
| 1993                       |                            | /                                       | /                                  | /                                   |
| 2001                       |                            | Елена Дюкова / Сергей Веселов           | Анна Сагайда / Павел Мисюрин       | Татьяна Хрипкова / Вадом Латурнус   |
| 2002                       |                            |                                         |                                    |                                     |
| 2003                       |                            | Не было участников                      | Не было участников                 | Не было участников                  |
| 2004                       |                            | Екатерина Гвоздкова / Тимур Аласханов   | Аида Таирова / Руслан Потамошнев   | Виктория Сальникова / Адил Жарболов |
| 2005- 2006                 |                            | Не было участников                      | Не было участников                 | Не было участников                  |
| 2007                       |                            | Наталья Ковалевская / Руслан Потамошнев | Не было других участников          | Не было других участников           |
| 2008- 2009                 | Турнир не проводился       | Турнир не проводился                    | Турнир не проводился               | Турнир не проводился                |
| 2010                       |                            | Виктория Кучеренко / Сергей Адоньев     | Юлия Касьянова / Руслан Потамошнев | Карина Узурова / Ильяс Али          |
| 2011                       | Астана                     | Карина Узурова / Ильяс Али              |                                    |                                     |
| 2012                       |                            | Карина Узурова / Ильяс Али              | Кортни Мансур / Дарин Жунуссов     | Виктория Кучеренко / Виктор Адоньев |
| 2013                       |                            | Карина Узурова / Ильяс Али              | Других участников не было          | Других участников не было           |
| 2014                       |                            | Карина Узурова / Ильяс Али              | Ксения Коробкова / Дарын Жунусов   | Других участников не было           |
| 2015                       | Турнир не проводился       | Турнир не проводился                    | Турнир не проводился               | Турнир не проводился                |
| 2016                       | Алма-Ата                   | Гаухар Наурызова / Бойсангур Датиев     | Карина Урузова / Аарон Чапплан     | Хана Кук / Темерлан Эржанов         |
| 2017                       | Астана                     | Гаухар Наурызова / Бойсангур Датиев     | Хана Кук / Темерлан Эржанов        | Других участников не было           |
| 2018                       | Астана                     | Гаухар Наурызова / Бойсангур Датиев     | Хана Кук / Темерлан Ержанов        | Других участников не было           |
| 2019                       | Алма-Ата                   | Максин Уэзерби / Темирлан Ержанов       |                                    |                                     |